# ФК Железничар Панчево
Вижте пояснителната страница за други значения на Железничар.
„Железничар“ (на сръбски: Фудбалски клуб Железничар Панчево) е сръбски футболен клуб от град Панчево, от автономната област Войводина. Прави дебютният си сезон във висшата дивизия на страната – Сръбска суперлига 2023/24. Отборът е основан през 1947 г.

## Успехи
- Купа на Сърбия:
  - 1/8 финалист (1): 2022/23
- Втора лига на Сърбия: (2 ниво)
  -  2-ро място (1): 2022/23 (промоция)
- Сръбска лига Войводина): (3 ниво)
  -  Победител (1): 2019/20
- Лига Банатска зона: (4 ниво)
  -  Победител (1): 2014/15

## Български футболисти
- Христо Иванов: 2025-